# Miran Trontelj
Miran Trontelj, slovenski meteorolog, * 17. maj 1940, † 25. november 2012
Trontelj je 40 let deloval kot televizijski meteorolog - sinoptik in je bil zato zelo prepoznavna slovenska medijska osebnost.